# 若い夫たち
『若い夫たち』（わかいおっとたち、イタリア語: Giovani mariti）は、1958年（昭和33年）製作・公開、マウロ・ボロニーニ監督のイタリア・フランス合作映画である。

## 略歴・概要
本作は、1958年、イタリアの映画プロデューサーであるエマヌエーレ・カッスートが、同国の製作会社ネーピ・フィルム、フランスの製作会社シルヴェール・フィルムの共同製作により製作を開始、マウロ・ボロニーニ、パスクァーレ・フェスタ・カンパニーレ、ピエル・パオロ・パゾリーニ、エンツォ・クッレーリの4人でオリジナル脚本を共同執筆、トスカーナ州ルッカ県ルッカ市内でロケーション撮影を行って完成した。
同作は同年3月12日、ルックス・フィルムの配給によりイタリア国内で公開された。同年5月2日 - 同18日に開催された第11回カンヌ国際映画祭のコンペティション部門に出品され、ピエル・パオロ・パゾリーニ、パスクァーレ・フェスタ・カンパニーレ、マウロ・ボロニーニの3人が脚本賞を獲得した。フランスで公開されたのは、カンヌ後の同年10月1日である。翌1959年（昭和34年）のナストロ・ダルジェント賞で、撮影監督を務めたアルマンド・ナンヌッツィが、撮影賞（白黒映画部門）を受賞した。
日本では、2011年（平成23年）3月現在に至るまで劇場公開、テレビ放映、DVD等のビデオグラム販売等は行われていない。

## スタッフ
- プロデューサー : エマヌエーレ・カッスート （Emanuele Cassuto [4]）
- 監督 : マウロ・ボロニーニ
- 脚本 : マウロ・ボロニーニ、パスクァーレ・フェスタ・カンパニーレ
- 原案・脚色 : マウロ・ボロニーニ、パスクァーレ・フェスタ・カンパニーレ、ピエル・パオロ・パゾリーニ、エンツォ・クッレーリ （Enzo Curreli [5]）
- 撮影 : アルマンド・ナンヌッツィ （Armando Nannuzzi）
- 編集 : ロベルト・チンクィーニ （Roberto Cinquini）
- 音楽 : ニーノ・ロータ

## キャスト
クレジット順
- イザベル・コーレイ （Isabelle Corey） - ラウラ
- アントニオ・チファリエッロ （Antonio Cifariello） - エットーレ・グラツィアーニ

- フランコ・インテルレンギ （Franco Interlenghi） - アントーニオ
- ラフ・マッティオーリ （Raf Mattioli [6]） - アントニオの兄弟ジュリオ
- ジェラール・ブラン （Gérard Blain） - マルチェッロ
- エンニオ・ジローラミ （Ennio Girolami） - フランコ・マルケッティ
- ロージー・マッツァクラーティ （Rosy Mazzacurati [7]） - フランコの妻ドナテッラ・ニッコラーイ
- アンナ・マリア・グァルニェーリ （Anna Maria Guarnieri） - オルネッラ
- アントネッラ・ルアルディ （Antonella Lualdi） - ルーチア

- シルヴァ・コシナ - マーラ・ロッシ・バンデッリ
- リラ・ロッコ （Lyla Rocco） - ジルダ
- アンナ・マリア・バウマン （Anna Maria Baumann, アンヌ＝マリー・ボーマン Anne-Marie Baumann [8]） - ファニー
- マルチェッラ・ロヴェーナ （Marcella Rovena） - フランコの母
- リリー・マントヴァーニ （Lilly Mantovani [9]） - リリー
- グイド・チェラーノ （Guido Celano） - フランコの父
- ロベルト・シュヴァリエ （Roberto Chevalier） - ケッキーノ

ノンクレジット
- ジーナ・アメンドーラ （Gina Amendola） - ドナテッラの母

## 註
1. 1 2 3 4 5 6  Giovani mariti, インターネット・ムービー・データベース （英語）, 2011年3月7日閲覧。
2. ↑  Giovani Mariti, allmovie （英語）, 2011年3月7日閲覧。
3. ↑  マウロ・ボロニーニ、allcinema ONLINE, 2011年3月7日閲覧。
4. ↑  Emanuele Cassuto - IMDb（英語）, 2011年3月7日閲覧。
5. ↑  Enzo Curreli - IMDb（英語）, 2011年3月7日閲覧。
6. ↑  Raf Mattioli - IMDb（英語）, 2011年3月7日閲覧。
7. ↑  Rosy Mazzacurati - IMDb（英語）, 2011年3月7日閲覧。
8. ↑  Anne-Marie Baumann - IMDb（英語）, 2011年3月7日閲覧。
9. ↑  Lilly Mantovani - IMDb（英語）, 2011年3月7日閲覧。

## 関連事項
- ナストロ・ダルジェント撮影賞 （it:Nastro d'argento alla migliore fotografia）